# Dacios y getas
Desde la prehistoria a la Edad del Hierro media, el actual territorio de Rumania se ha encontrado en una posición central de paso entre las regiones de Europa Central y las del este y sureste europeo, al estar conectadas a las primeras por la altiplanicie transilvánica, y a las segundas por las de Moldavia y Valaquia.
El territorio está atravesado longitudinalmente a lo largo del límite meridional por el curso inferior del Danubio, que allí tiene su desembocadura. Al alcanzar el mar Negro, esta gran arteria fluvial también ha alimentado, desde los tiempos más remotos, las relaciones comerciales y artísticas con Asia Menor.

## Marco geográfico
Aunque morfológicamente es variada, la configuración física del país presenta una característica dominante, constituida por el sistema de altiplanicies que gravita en torno a los Cárpatos.
Al norte se extiende la altiplanicie de Transilvania, vasta depresión comprendida entre los tres macizos bien distintos de los Alpes Transilvánicos al sur, de los montes Apuseni al oeste y de los Cárpatos orientales. Las alturas máximas de esta cortina montañosa rozan los 2000 m, aunque pasos y gargantas la atraviesan en varios puntos, haciendo bastante fácil el acceso a la región.
Los Cárpatos orientales degradan hacia el este en la altiplanicie de Moldavia y los Alpes Transilvánicos en la valaca, que a oriente desciende lentamente hasta las llanuras de Dobruja, donde se forma el delta del Danubio. El río penetra en Valaquia cortando los Cárpatos en las Puertas de Hierro.
La región está recorrida por numerosos cursos de agua y la sucesión de altiplanicies con zonas fértiles, favorables para el asentamiento humano.
A las buenas condiciones agrícolas se añaden los yacimientos minerales (hierro, oro, sal) de los que Transilvania es muy rica. Estos recursos han constituido la base de las civilizaciones que se han sucedido en lo que hoy es Rumania.

## Prehistoria

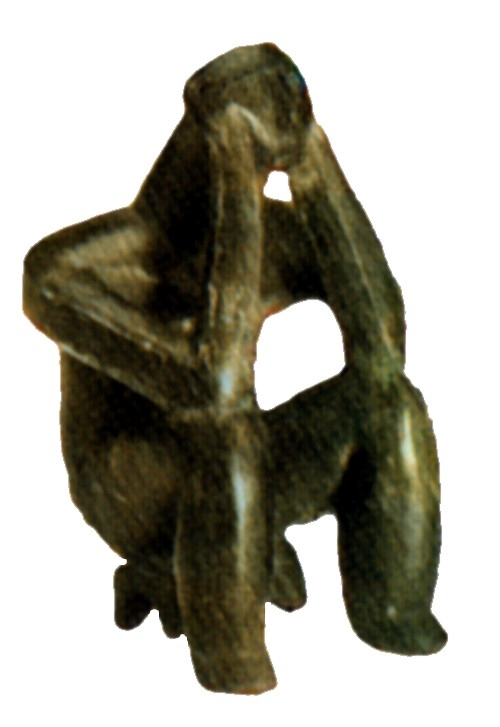
El pensador de Hamangia.

Aunque sigue siendo hipotética la presencia de protohomínidos del Villafranquiense (fase inicial del Pleistoceno) en Valaquia, hay testimonios de una cultura paleolítica por toda Rumania entre los milenios VII y VI, formada con la aportación de bandas de cazadores de la región del río Don.
Con el inicio del Neolítico penetra en Rumania la cultura balcánica del grupo Starčevo-Criş, de origen egeo-anatólico, con la cual aparece la cría de ganado, el cultivo del trigo y el tejido. Posteriormente, se manifiesta la cerámica de banda The Earliest Bandkeramik de tipo danubiano.
Una de las adquisiciones más importantes de la arqueología rumana referente al Neolítico antiguo es el descubrimiento de la cultura de Hamangia, que se desarrolló a lo largo de la costa del mar Negro entre los milenios VI y V. Toma el nombre de una aldea de Dobruja.
Entre 1954 y 1959, la excavación de una necrópolis localizada en Cernavodă sacó a luz sus raíces mediterráneas. Sobre todo con el hallazgo de numerosas figurillas de terracota, generalmente femeninas, sentadas o erguidas, relacionables con el culto de la fecundidad, como en el Egeo y en el Oriente Próximo. Una de las figurillas, con la cabeza apoyada en las manos, se ha hecho célebre con un apropiado mote: el pensador de Hamangia.
Las tablillas de arcilla de Tărtăria (cuya autenticidad se debate) con motivos pictográficos incisos, prueban la existencia de una escritura arcaica —la primera de Europa— hacia el 4000 a. C., coetánea de la escritura sumeria.
En el Neolítico medio, la cultura de Boian, originaria de la Valaquia oriental y que se desarrolló en una vasta área que comprendía también parte de Bulgaria, entre finales del 4000 a. C. y la primera mitad del 3000 a. C., tiene varias fases, caracterizadas por diversos tipos de decoración cerámica. Las influencias mediterráneas se confirmaron con el descubrimiento en 1925 del santuario de Căscioarale, con pinturas murales y una columna central, prueba del culto a la columna atestiguada en el área egeo-anatólica.
A la cultura de Boian, sigue la eneolítica de Gulmenita.

Es contemporánea en parte con la cultura transilvánica de Petreşti, caracterizada por una elegante cerámica pintada antes de la cocción, con motivos geométricos, meandros y espirales. Esta producción tuvo una notable importancia para la formación de la cultura de Cucuteni.

## Historia

### Edad del Bronce
En el curso de la Edad del Bronce (comprendida entre 1900 y el 800 a. C., los estudiosos han distinguido 5 fases, de las que la más importante es la media (1600-1100 a. C.), con culturas regionales estables, indicativas de la formación de grandes grupos tribales. Entre éstas, adquiere relieve la cultura llamada de Wietenberg, por el nombre de una colina junto a Sighişoara, que se extiende por toda Transilvania. Se infiere que existía una aristocracia guerrera, tesis apoyada en los notables hallazgos de hachas de guerra y espadas de tipo micénico.
El alto número de objetos de metal datables entre los siglos XII y VIII a. C., a veces escondidos intencionadamente, denota que la última fase de la Edad del Bronce corresponde a un periodo de incertidumbre, provocado seguramente por el avance de poblaciones del este de Europa que afectó a toda la zona de los Cárpatos.

### Apunte etnográfico
El cuadro étnico de la primera Edad del Hierro, del siglo IX al VI a. C., comprende grupos ilirios, cimerios y tracios, a los que se añaden posteriormente los escitas, atestiguados en Transvilvania hacia el 600 a. C., y más tarde los celtas. De estas poblaciones, la única que quedó asentada establemente en tierras de Rumania es la dacio-gética, perteneciente a la gran familia de los tracios. Ocupaba toda la parte oriental de la península balcánica. Los dacios se establecen en Transilvania y los getas en las regiones extracarpáticas.

### Apunte historiográfico
Los arqueólogos rumanos han revelado que fueron estas dos tribus tracias de las más importantes de la Europa protohistórica. Por lo general, los historiadores antiguos sólo las mencionan en relación con las guerras escíticas de los persas o a las empresas guerreras de Alejandro Magno y de los soberanos de Macedonia. Sólo Heródoto describe con bastante detalle las costumbres y las creencias religiosas de los getas.

### Datos arqueológicos
Ha sido la arqueología la que ha descubierto la cultura de las poblaciones gético-dacias de finales de la Edad del Hierro, con componentes escitas y celtas y los contactos con las colonias griegas establecidas desde el siglo VII a. C. en el litoral del mar Negro.
Se ha verificado la pertenencia a la población traco-dacia de una fortificación sacada a la luz en Stinceşti, en Moldavia, que quizá se remonte al siglo VI a. C. y formase parte de un sistema defensivo para contrarrestar el avance de los escitas.
Otras fortalezas similares, de los siglos IV y III a. C., se han hallado en la misma región.
Los escitas lograron penetrar en Transilvania y allí permanecieron durante mucho tiempo. Su presencia está bien documentada en el valle del río Mureş, por tumbas y objetos metálicos, ajuares, urnas y cerámica.
En el siglo IV a. C., los escitas fueron absorbidos por la población traco-dacia.
A finales del siglo IV a. C., los celtas, que partieron de Europa central hacia el sur, embistieron Transilvania e introdujeron allí una cultura más desarrollada del tipo La Téne. Las necrópolis y asentamientos indican una cohabitación entre celtas y dacios. Es el caso del poblado de Ciumeşti, el más conocido por los ricos ajuares de las tumbas celtas, con objetos de hierro de excelente factura, entre los que sobresale un yelmo de desfile al que corona un ave rapaz con las alas abiertas, conservado en el Museo Nacional de Bucarest. En Ciumeşti, apareció por primera vez en Transilvania la rueda de alfarero, que fue un aporte celta.
Aunque los celtas dominaron Transilvania, o al menos algunas zonas, fueron también absorbidos por la población daco-tracia, numéricamente preponderante.